# Sanson (Bénin)
Pour les articles homonymes, voir Sanson.
Sanson est l'un des 7 arrondissements de la commune de Tchaourou.

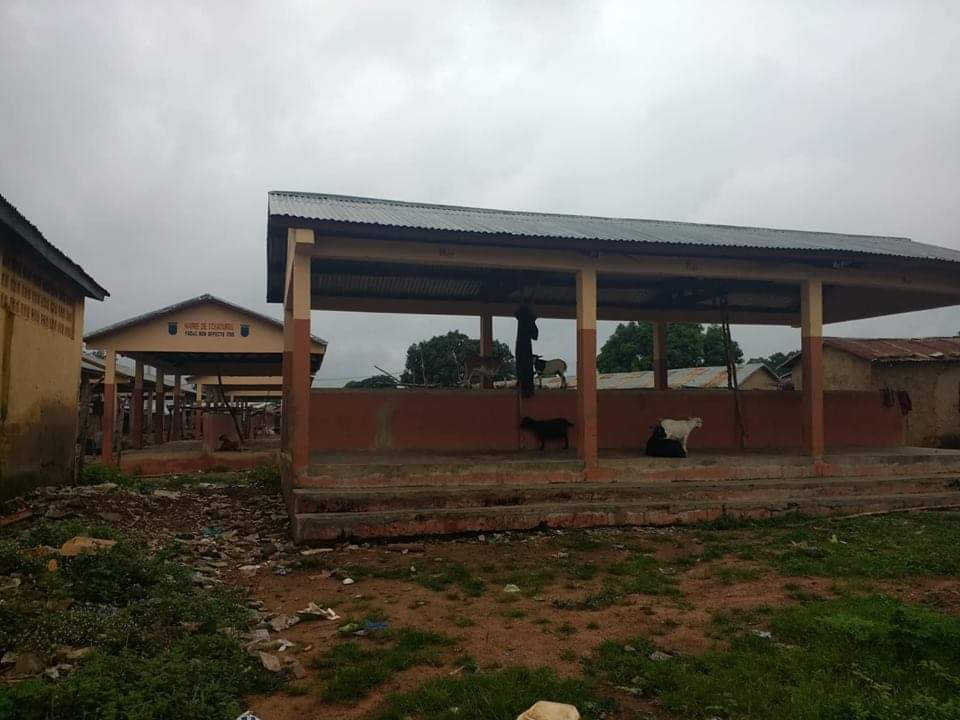
Le marché de Sanson.